# Carlos Gómez (actor)
Carlos Gómez (nacido el 1 de enero de 1962) es un actor estadounidense.

## Biografía
Carlos nació en Nueva York, hijo de Cora Gómez. Es un actor versátil que ha protagonizado en el cine y televisión desde finales de 1980. Su primer papel en una película vino en forma de bailarín en Dance to Win (1989). Una de sus actuaciones más notables fue como el paramédico gay, Raúl Melendez en ER (1995-1996).
Ha actuado como un villano en la serie Charmed, el inspector Rodríguez. Apareció en el episodio diecinueve de la primera temporada, "Out of Sight", y su aparición final fue en el vigésimo segundo episodio de la temporada (su final) "Deja Vu All Over Again".
También ha actuado junto a Salma Hayek en dos películas, la primera siendo Desesperado, donde interpreta a la mano derecha de Bucho, el hombre que Antonio Banderas busca, y también, en Fools Rush In, donde interpreta al exnovio de Salma, Chuy. Carlos puede también visto en el drama de CBS Shark, donde interpreta al Alcalde Manny Delgado, junto a James Woods y Jeri Ryan.
Gómez apareció en el musical de 2008 de Broadway In The Heights como Kevin. Actualmente es un miembro de la serie de A&E The Glades. También interpretó al ofician Navirro en Criminal Minds.
También apareció en la temporada 3 en la sitcom Friends, como Julio, en el episodio "The One with All the Jealousy".
Además apareció en el film "In Hell" junto al también actor de cine de acción JCVD, interpretando el papel del comandante de la prisión Kravavi.